# Liste Schweizer Fernsehmoderatoren
Die Liste Schweizer Fernsehmoderatoren gibt einen Überblick über Personen, die als Fernsehmoderatorin oder Fernsehmoderator in der Schweiz bekannt wurden. Da Fernsehmoderatoren in der Schweiz mehrheitlich nur in ihrer Sprachregion bekannt sind, beinhaltet die Liste fast ausschliesslich Personen aus der Deutschschweiz.

## Liste

### A

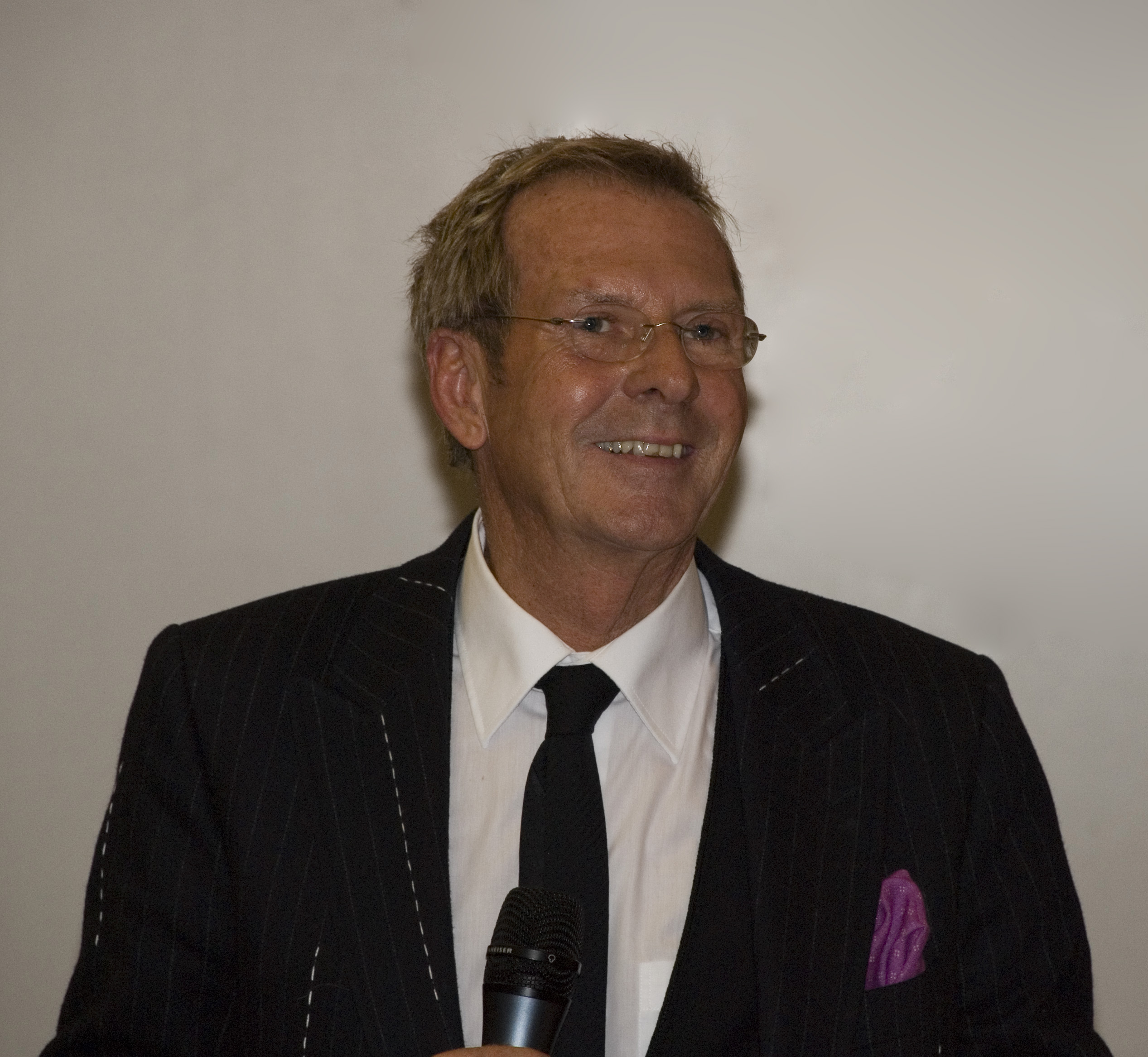
Kurt Aeschbacher (2008)

- Heidi Abel (1929–1986), Ansagerin und Moderatorin
- Gülsha Adilji (* 1985), Journalistin und Fernsehmoderatorin
- Matthias Aebischer (* 1967), Journalist, Moderator und Politiker (SP)
- Kurt Aeschbacher (* 1948), Fernsehmoderator
- Silvia Affolter (* 1964), Unternehmerin, Journalistin und Moderatorin
- Gabriela Amgarten (* 1961), Fernsehmoderatorin und Redaktorin

### B

Oliver Bono in Bern (2011)

- Jubaira Bachmann (* 1978), Fernsehmoderatorin
- Sara Bachmann (Moderatorin) (* 1979), Fernsehmoderatorin
- Cécile Bähler (* 1981), Fernsehmoderatorin
- Salar Bahrampoori (* 1979), iranisch-schweizerischer Moderator, Journalist und diplomierter Schneesportlehrer
- Maureen Bailo (* 1971), Fernsehmoderatorin
- Fabienne Bamert (* 1988), Radio- und Fernsehjournalistin und Moderatorin
- Frank Baumann (Fernsehmoderator) (* 1957), Bestsellerautor, Fotograf, Podcaster, Werbefachmann, Radio- und Fernsehmoderator, Fernsehproduzent und Regisseur
- Dani Beck (* 1965), Fernsehmoderator
- Angélique Beldner (* 1976), Radio-, Fernsehjournalistin und Moderatorin
- Nicole Berchtold (* 1978), Radio-, Fernsehjournalistin und Moderatorin
- Stéphanie Berger (* 1977), Schauspielerin, Fernsehmoderatorin, Sängerin und Komikerin
- Noémi Besedes (* 1980), Schauspielerin und Model
- Jann Billeter (* 1972), Fernsehmoderator und ehemaliger Eishockeyspieler
- Michel Birri (* 1987), Fernseh- und Radiomoderator
- Barbara Bleisch (* 1973), Philosophin, Moderatorin, Autorin, Herausgeberin und freie Journalistin
- Michel Bodmer (* 1958), Fernsehredaktor, Moderator, Filmkritiker und Übersetzer
- Cornelia Boesch (* 1975), Journalistin
- Sandra Boner (* 1974), Fernsehmoderatorin
- Oliver Bono (* 1966), Journalist und TV-Produzent
- Patricia Boser (* 1967), Moderatorin
- Jennifer Bosshard (* 1993), Fernsehmoderatorin
- Ellen Brandsma (* 1968), Moderatorin und ehemaliges internationales Fotomodell
- Reto Brennwald (* 1963), Fernsehjournalist, Filmemacher und Moderator
- Hannes Britschgi (* 1955), Journalist, Fernsehmoderator und Publizist
- Sandro Brotz (* 1969), Journalist und Fernsehmoderator
- Nina Mavis Brunner (* 1981), Fernsehjournalistin und Moderatorin
- Thomas Bucheli (* 1961), Meteorologe und Fernsehmoderator
- Steffi Buchli (* 1978), Sportjournalistin
- Barbara Bürer (* 1955), Hörfunk-, Fernsehmoderatorin und Journalistin
- Stefan Büsser (* 1985), TV-Moderator, Comedian und Podcaster

### C
- Iso Camartin (* 1944), Publizist, Schriftsteller und Fernsehmoderator
- Jana Caniga (* 1960), schweizerisch-grenadische Fernsehjournalistin und Tourismus-Unternehmerin
- Charles Clerc (* 1943), Journalist und Fernsehmoderator
- Gerda Conzetti, Fernseh-Moderatorin und Buchautorin

### D

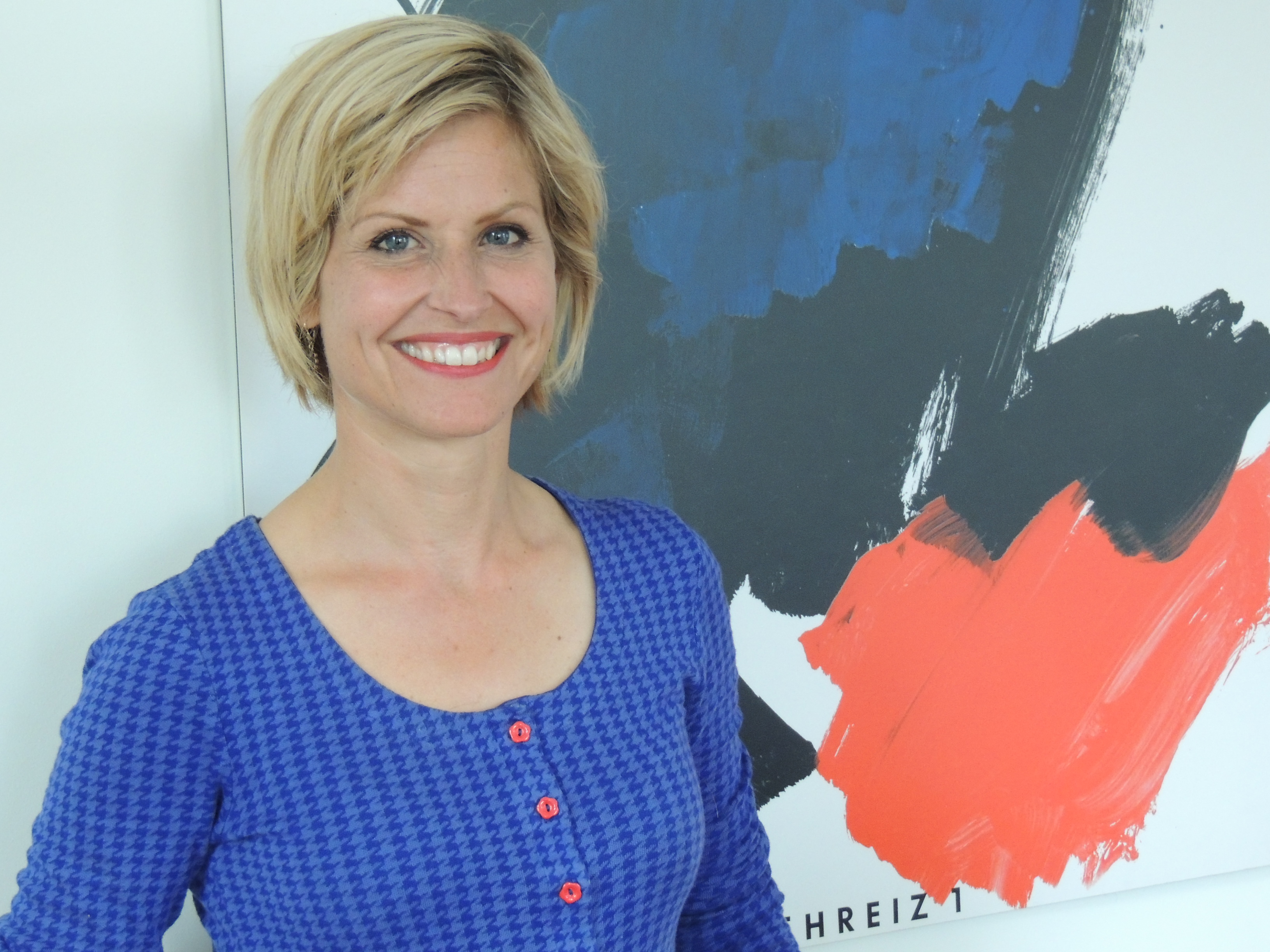
Sabine Dahinden (2014)

- Sabine Dahinden (* 1968), Fernsehmoderatorin
- Serena Owusua Dankwa (* 1975), Sozialanthropologin, Geschlechterforscherin, Fernsehmoderatorin und Journalistin
- Jacques Deschenaux (* 1945), Sportmoderator
- Dominic Deville (* 1975), Komiker und Punkmusiker
- Walti Dux (* 1958), Komiker, Fernsehmoderator und Musiker

### E

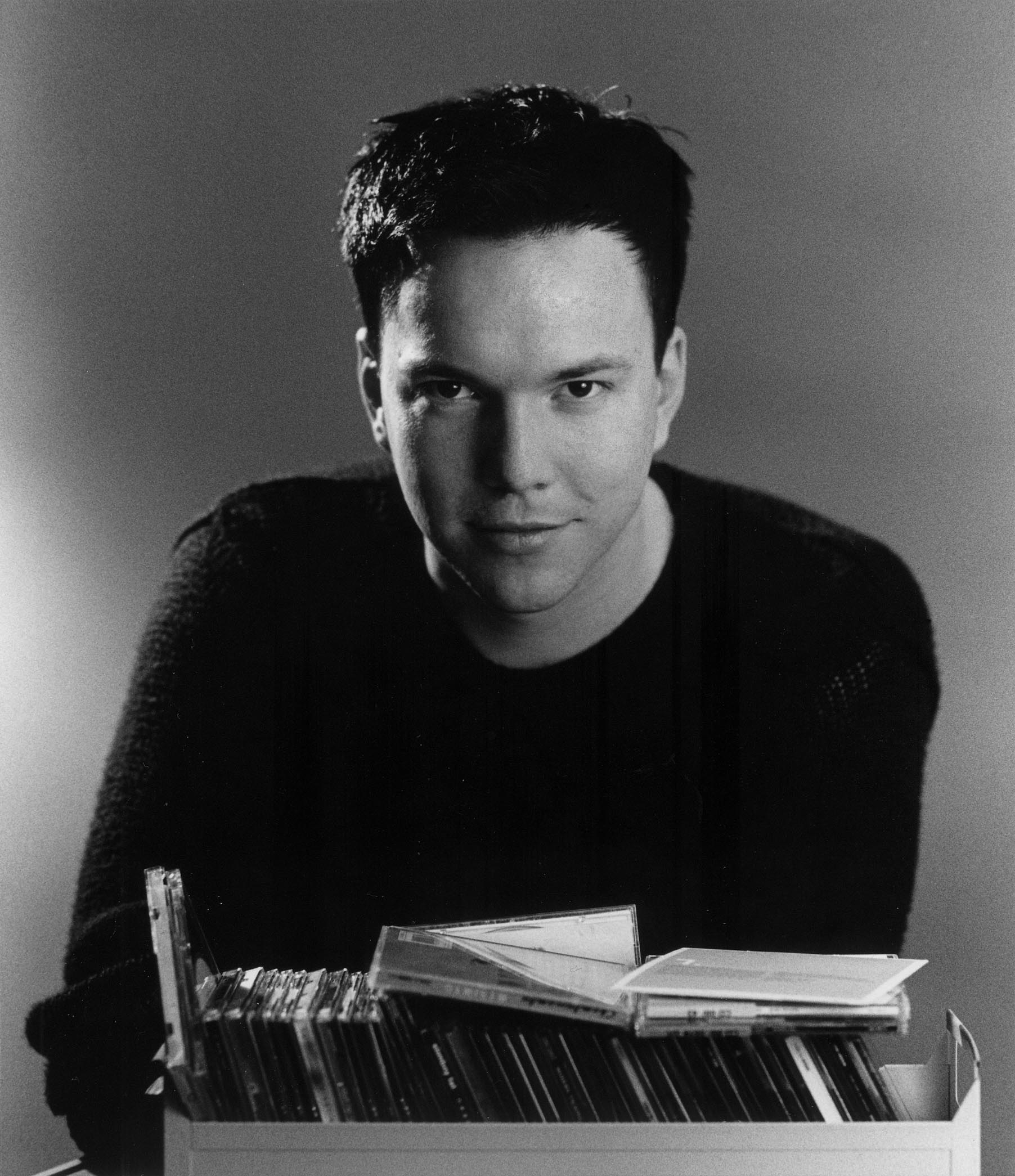
Sven Epiney (2000)

- Walter Eggenberger (* 1944), Fernseh- und Radiomoderator
- Sven Epiney (* 1972), Fernseh-, Radiomoderator, Redaktor und Musiker
- Hansjörg Erny (1934–2019), Fernsehmoderator und Schriftsteller

### F
- Monika Fasnacht (* 1964), Fernsehmoderatorin
- Raymond Fein (* 1950), Kommunikationsberater, Moderator und Pianist
- Kurt Felix (1941–2012), Fernsehmoderator und Fernsehjournalist
- Paola Felix (* 1950), Schlagersängerin und Fernsehmoderatorin
- Annette Fetscherin (* 1983), Sportjournalistin und TV-Moderatorin
- Lohengrin Filipello (1918–1993), Fernsehmoderator
- Franz Fischlin (* 1962), Journalist
- Dani Fohrler (* 1967), Fernseh- und Radiomoderator
- Nicole Frank (* 1975), Journalistin und Moderatorin
- Karin Frei (* 1969), Journalistin und Moderatorin
- Annina Frey (* 1980), Musikproduzentin, Fernsehmoderatorin und Schauspielerin
- Marco Fritsche (* 1976), Journalist und Fernsehmoderator
- Sven Furrer (* 1971), Moderator, Kabarettist und Schauspieler

### G
- Oceana Galmarini (* 1993), Fernsehjournalistin und Fernsehmoderatorin
- Urs P. Gasche (* 1945), Journalist, Publizist und ehemaliger Fernsehmoderator
- Gee-Jay (* 1974), Fernseh- und Hörfunkmoderator
- Katja Gentinetta (* 1968), politische Philosophin, Autorin und Fernsehmoderatorin
- Viktor Giacobbo (* 1952), Autor, Kabarettist, Moderator und Schauspieler
- Joël Gilgen (* 1970), Radio- und Fernsehmoderator
- Markus Gilli (* 1955), Radio- und Fernsehjournalist
- Markus Gisler (* 1952), Journalist und Moderator
- Beat Glogger (* 1960), Wissenschaftsjournalist, Fernsehmoderator und Autor
- Urs Gredig (* 1970), Journalist und Fernsehmoderator
- Verena Grendelmeier (1939–2018), Politikerin (LdU), Schauspielerin, Regisseurin, Fernsehmoderatorin und Journalistin
- Tanja Gutmann (* 1977), Schauspielerin, Model und Moderatorin
- Wysel Gyr (1927–1999), Fernsehredaktor und -moderator

### H

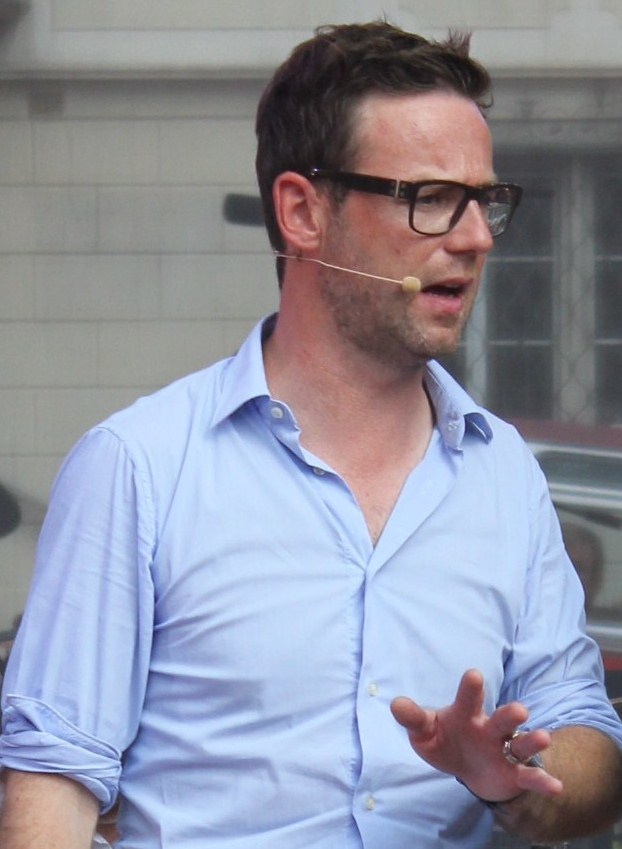
Nik Hartmann (2012)

- Theodor Haller (Journalist) (1915–2003), Journalist
- Nik Hartmann (* 1972), Fernseh-, Radiomoderator und Produzent
- Sonja Hasler (* 1967), Moderatorin und Redaktorin
- Werner Hausmann (1901–1991), Theater- und Hörspielregisseur, Schauspieler, Reporter und Fernsehmoderator
- Nina Havel (* 1980), Fernsehmoderatorin und Schauspielerin
- Chantal Hediger (* 1974), Malerin, Moderatorin und Schauspielerin
- Nina Heinemann (* 1980), Hoteltesterin, Reiseexpertin und Reisemoderatorin
- Ueli Heiniger (* 1944), Fernsehjournalist und -moderator
- Björn Hering (* 1978), Fernsehmoderator und Unternehmer
- Jan Hiermeyer (1929–2014), Sportreporter, Fernsehmoderator und Countrymusiker
- Arthur Honegger (Journalist, 1979) (* 1979), Journalist, Moderator und Autor
- Michelle Hunziker (* 1977), schweizerisch-italienische Fernsehmoderatorin, Schauspielerin, Model und Sängerin
- Matthias Hüppi (* 1958), Moderator und Sportreporter

### I
- Andreas Isenschmid (* 1952), Journalist und Literaturkritiker

### J
- Peter Jacques (1935–2025), Jazzmusiker, Bandleader und Musikredaktor
- David Jans (* 1968), Journalist und Fernsehmoderator
- Andrea Jansen (* 1980), Fernsehmoderatorin
- Roland Jeanneret (1947–2021), Journalist und Kommunikationsfachmann
- Jürg Jegge (* 1943), Pädagoge und Autor
- Ruedi Josuran (* 1957), Redaktor, Radiomoderator, Fernsehmoderator, Coach und Autor
- Hans Jucker (1946–2011), TV-Sportreporter und TV-Moderator

### K
- Paddy Kälin (* 1976), Fernsehmoderator
- Esther Keller (* 1984), Moderatorin, Autorin und Politikerin (Grünliberale)
- Roman Kilchsperger (* 1970), Radio- und Fernsehmoderator
- Stephan Klapproth (* 1958), Fernsehmoderator
- Röbi Koller (* 1957), Radio-, Fernsehmoderator, Autor und Journalist
- Hans W. Kopp (1931–2009), Rechtsanwalt und Medienexperte
- Joerg Kressig (* 1962), Ansager, Moderator, Synchronsprecher, Visagist und Unternehmer
- Susanne Kunz (* 1978), Fernsehmoderatorin, Schauspielerin und Kabarettistin

### L
- Patrizia Laeri (* 1977), Wirtschaftsjournalistin und Moderatorin
- Daniela Lager (* 1964), Moderatorin und Journalistin
- Karin Lanz (* 1977), Moderatorin und Schauspielerin
- Claudia Lässer (* 1976), TV-Moderatorin
- Urs Leuthard (* 1963), Journalist und Fernsehmoderator
- Willy Linder (1922–2000), Ökonom, Wirtschaftsjournalist und Moderator
- Reto Lipp (* 1960), Wirtschaftsjournalist und Fernsehmoderator
- Peter Löhmann, deutsch-schweizerischer Comedian, Moderator, Entertainer, Zauberkünstler und Autor
- Max Loong (* 1980), Moderator und Filmschauspieler
- Roland Luder (* 1964), Journalist, Fernsehmoderator und Redaktor
- Barbara Lüthi (* 1973), Fernsehjournalistin

### M

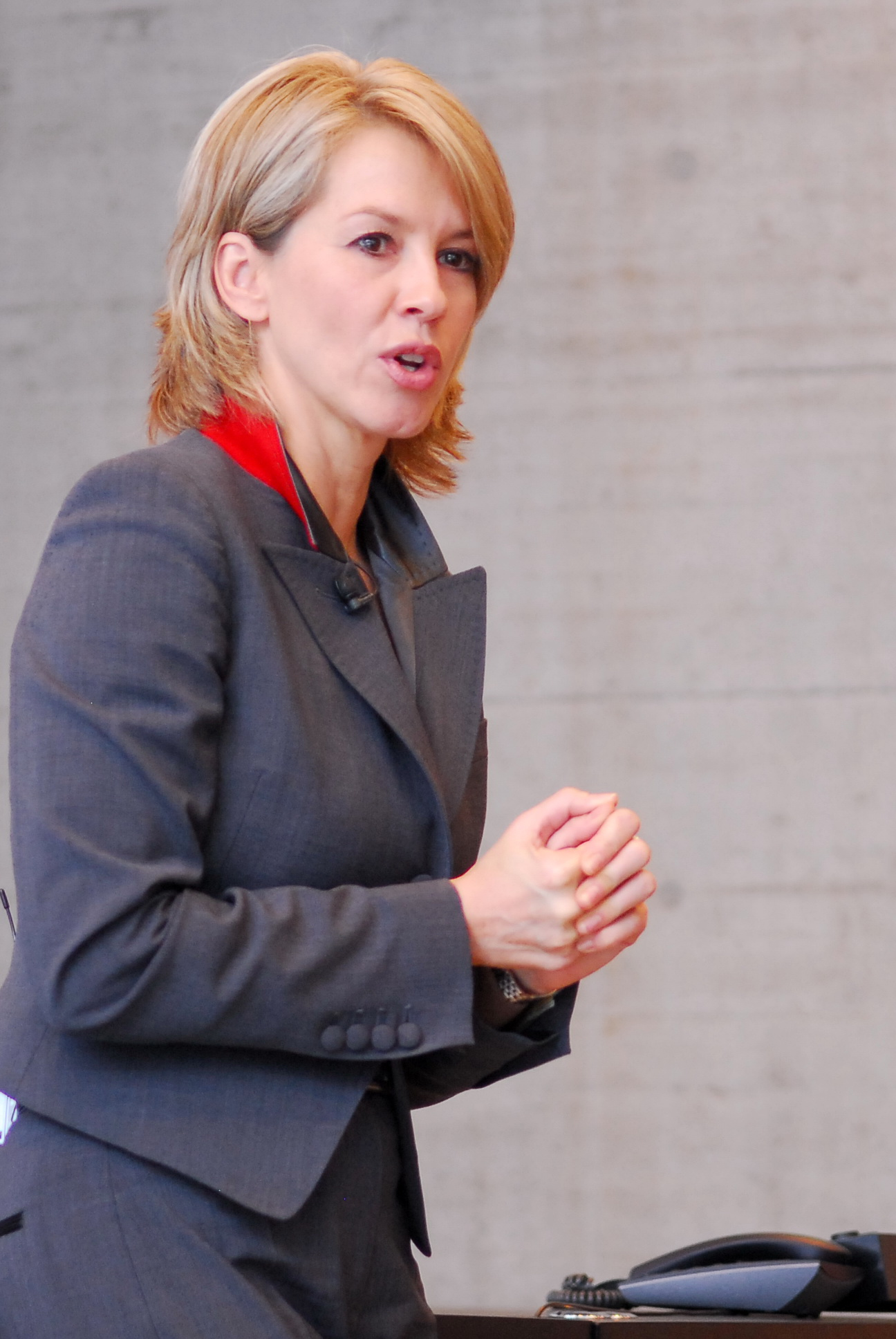
Christine Maier, 2009

- Anna Maier (* 1977), Radio- und Fernsehmoderatorin
- Christine Maier (* 1965), Journalistin, Fernsehmoderatorin und Unternehmerin
- Heinz Margot (* 1962), Schauspieler, Moderator und Gastronom
- André Marty (* 1965), Journalist und Pressesprecher
- Martin Masafret (* 1955), Fernsehmoderator, Sportreporter und Dokumentarfilmer
- Rudolf Matter (* 1953), Journalist
- Alexandra Maurer (* 1982), Fernseh-, Radiomoderatorin und Redakteurin
- Karen Meffert (1927–2010), Radio- und Fernsehmoderatorin
- Andrea Meier (* 1970), Fernsehjournalistin
- Eva Mezger-Haefeli (1934–2023), Programmsprecherin, Schauspielerin und Fernsehmoderatorin
- Max Moor (* 1958), Fernsehmoderator, Schauspieler, Autor, Reporter, Produzent und Sänger
- Lolita Morena (* 1960), Model, Schauspielerin und Moderatorin
- Andreas Moser (* 1956), Biologe, Tierfilmer und Fernsehmoderator
- Beatrice Müller (* 1960), Journalistin, Moderatorin, Kommunikationstrainerin und Sachbuchautorin
- Heinrich Müller (* 1946), Journalist und Musiker

### N
- Tina Nägeli (* 1985), Radio- und Fernsehmoderatorin
- Dani Nieth (* 1959), Moderator und ehemaliger Freestyle-Skiingsportler

### O
- Klara Obermüller (* 1940), Journalistin, Schriftstellerin und Fernsehmoderatorin
- Gabriel Oldham (* 1983), Fernsehmoderator und Schauspieler

### P

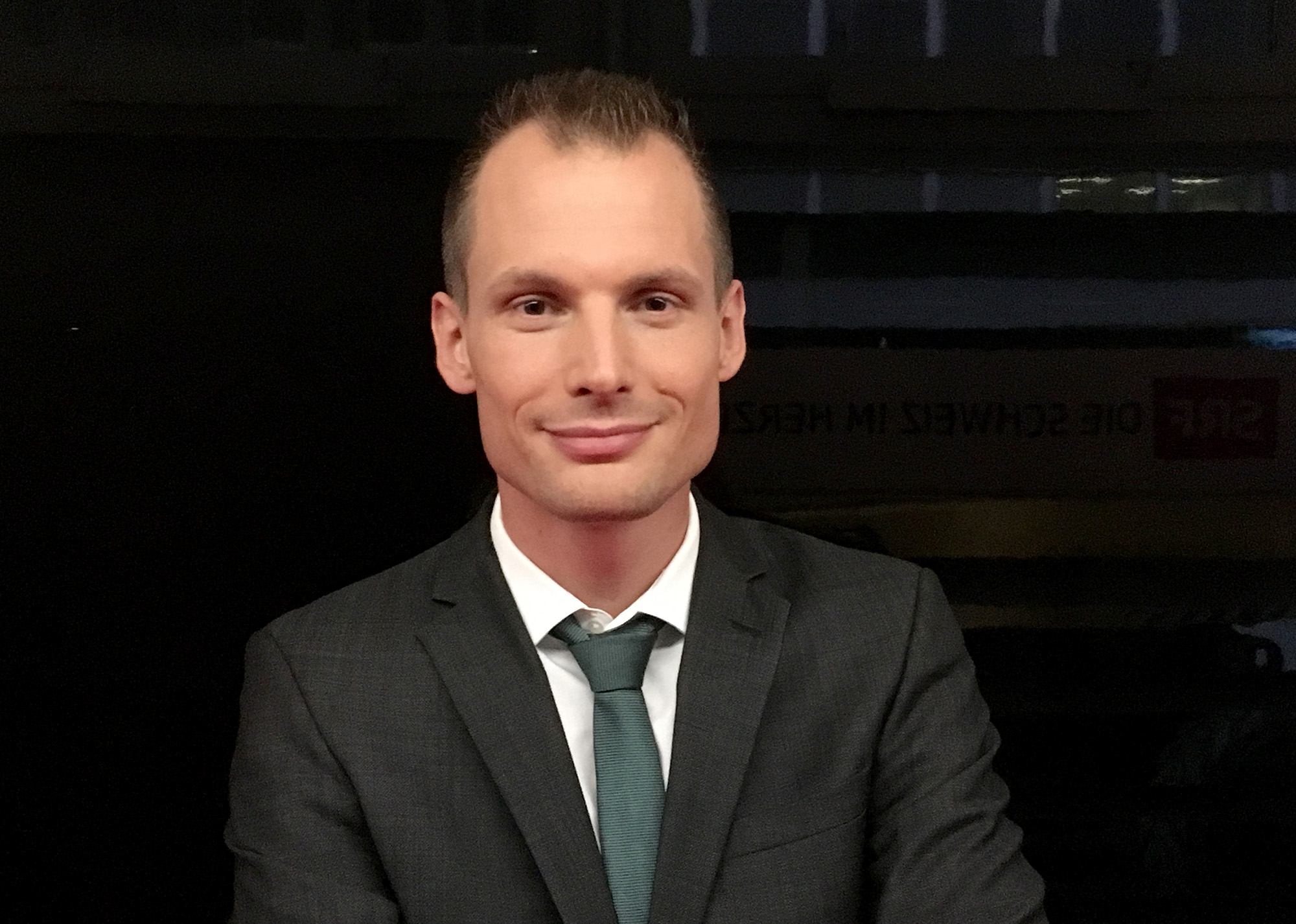
Jonas Projer (2017)

- Rosemarie Pfluger (1945–2011), Journalistin und Moderatorin
- Marianne Pletscher (* 1946), Dokumentarfilmerin, Buchautorin und Dozentin
- Jonas Projer (* 1981), Journalist und Fernsehmoderator
- Heinz Pütz (1938–2007), Sportjournalist und Fernsehmoderator

### R
- Jürg Randegger (1935–2023), Kabarettist und Fernsehmoderator
- André Ratti (1935–1986), Fernsehjournalist
- Robin Rehmann (* 1981), Fernseh-, Radiomoderator, Vlogger und DJ
- Miriam Rickli (* 1987), Moderatorin
- Christa Rigozzi (* 1983), Moderatorin und Schönheitskönigin
- René Rindlisbacher (* 1963), Moderator, Komiker und Kabarettist
- Darius Rochebin (* 1966), Journalist und Moderator
- Patrick Rohr (* 1968), Fernsehmoderator
- Sascha Ruefer (* 1972), Sportreporter, TV-Moderator und Showmaster

### S

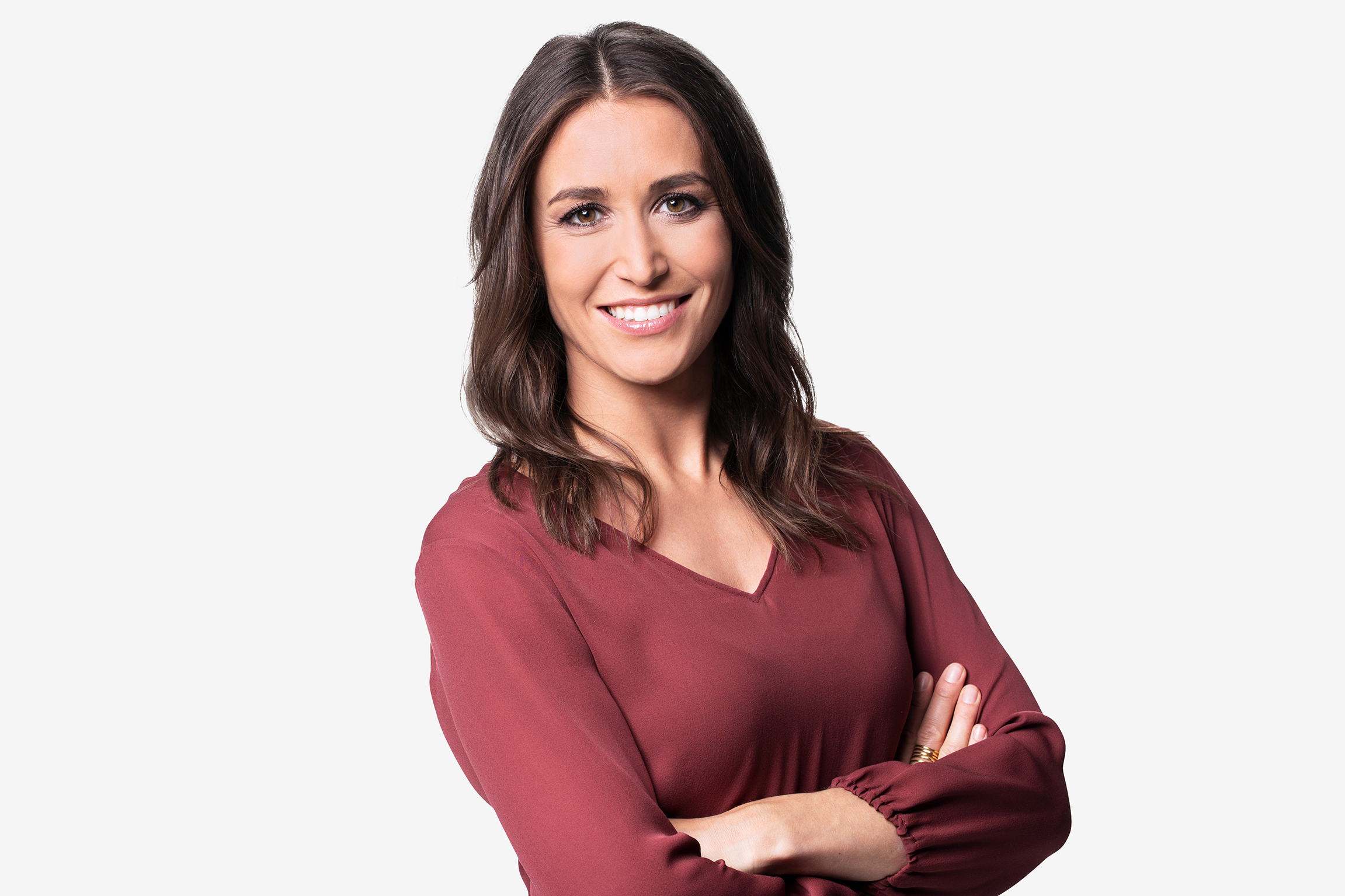
Bigna Silberschmidt

- Nicole Salathé (* 1965), Fernsehredakteurin/-produzentin und Moderatorin
- Rainer Maria Salzgeber (* 1969), Sportjournalist, Fussballkommentator und Fernsehmoderator
- Kurt Schaad (* 1950), Fernsehmoderator, Journalist und Medienunternehmer
- Jonathan Schächter (* 1982), Radio- und Fernsehmoderator
- Anton Schaller (* 1944), Journalist, Fernsehmoderator und Politiker (LdU)
- Monika Schärer (* 1968), Fernseh- und Hörfunkmoderatorin
- Fritz Schäuffele (1916–1991), Publizist
- Roger Schawinski (* 1945), Journalist, Autor und Medienunternehmer
- Reto Scherrer (* 1975), Radio- und Fernsehmoderator
- Nadja Schildknecht (* 1973), Unternehmerin
- Ueli Schmezer (* 1961), Journalist, Moderator und Musiker
- Monika Schoenenberger (* 1970), Journalistin
- Pät Schreiber (* 1992), Fernsehmoderator
- Tamara Sedmak (* 1976), Fernsehmoderatorin
- Bernard Senn (* 1966), Moderator und Redaktor
- Mike Shiva (1964–2020), Unternehmer, Fernsehmoderator und Kolumnist
- Christoph Siegrist (* 1972), Meteorologe und Fernsehmoderator
- Bigna Silberschmidt (* 1985), Journalistin und Fernsehmoderatorin
- Adela Smajic (* 1993), Moderatorin und Reality-TV-Teilnehmerin
- Regula Späni (* 1965), Sportmoderatorin und Redaktorin
- Martin Spieler (* 1964), Wirtschaftsjournalist und Fernsehmoderator
- Hans Peter Stalder (* 1944 oder 1945), Journalist und Fernsehmoderator
- Bruno Stanek (* 1943), Raumfahrtexperte und Fernsehmoderator
- Margrit Staub-Hadorn (1941–2007), TV-Ansagerin, Moderatorin und Autorin
- Katja Stauber (* 1962), Radio- und Fernsehjournalistin
- Michael Stäuble (* 1958), Sportjournalist, Sportreporter und Fernsehredaktor
- Nicola Steiner (* 1973), deutsch-schweizerische Kulturjournalistin und Moderatorin
- Claudia Steinmann-Peczinka (* 1968), Unternehmerin, Moderatorin und ehemalige Synchronschwimmerin
- Sandra Studer (* 1969), Fernsehmoderatorin und Sängerin
- Samuel Stutz (* 1960), Fernsehmoderator und Arzt
- Marc Surer (* 1951), Formel-1-Kommentator im Schweizer Fernsehen und ehemaliger Automobilrennfahrer

### T
- Viola Tami (* 1981), Radio-, Fernsehmoderatorin, Schauspielerin und Sängerin
- Bernard Thurnheer (* 1949), Sportreporter, TV-Moderator, Showmaster und Autor
- Konrad Toenz (1939–2015), Radiojournalist und Fernsehmoderator
- Mario Torriani (* 1976), Journalist
- Hans A. Traber (1921–1986), Naturforscher und TV-Moderator
- Sepp Trütsch (* 1949), Moderator von Volksmusiksendungen und Sänger

### V
- Andrea Vetsch (* 1975), Fernsehmoderatorin
- Mona Vetsch (* 1975), Fernseh- und Radiomoderatorin
- Werner Vetterli (1929–2008), Sportler, Sportreporter, Fernsehmoderator und Politiker

### W

Eva Wannenmacher

- Eva Wannenmacher (* 1971), Fernsehmoderatorin
- Dani von Wattenwyl (* 1972), Radio-, Fernsehmoderator, Schauspieler und Schriftsteller
- Mäni Weber (1935–2006), Fernseh-Quizmaster, Moderator und Radioreporter
- Roger de Weck (* 1953), Publizist und Manager
- Tamara Wernli (* 1972), Moderatorin, Kolumnistin, Autorin und Webvideoproduzentin
- Nicole Westenfelder (* 1969), Journalistin und Moderatorin
- Susanne Wille (* 1974), Journalistin und Moderatorin
- Dani Wyler (* 1952), Fussballkommentator

### Z
- Carl Zibung (1930–1998), Journalist
- Nadja Zimmermann (* 1976), Fernsehmoderatorin
- Claudio Zuccolini (* 1970), Moderator und Stand-up-Comedian
- Kurt Zurfluh (1949–2017), Fernseh- und Hörfunkmoderator
- Stefan Zweifel (* 1967), Übersetzer und Journalist